# Clepsis kearfotti
Clepsis kearfotti es una especie de polilla del género Clepsis, categorizada en la tribu Archipini, de la subfamilia Tortricinae.

## Distribución
Se distribuye por Canadá.

## Taxonomía
Fue descrita por Obraztsov en 1962 y publicada en (Clepsis), Am. Mus. Novit. 2101: 21.